# Pont Alexandre III.
Pont Alexandre III je ločni most, ki prečka Seno v Parizu. Povezuje četrt Elizejske poljane s četrtjo Les Invalides in Eifflovim stolpom. Most na splošno velja za najbolj okrašen, ekstravaganten most v mestu. Od leta 1975 je razvrščen kot francoski zgodovinski spomenik.

## Zgodovina
Most v slogu Beaux-Arts s svojimi bujnimi secesijskimi svetilkami, kerubi, nimfami in krilatimi konji na obeh koncih je bil zgrajen med letoma 1896 in 1900. Ime je dobil po carju Aleksandru III., ki je leta 1892 sklenil francosko-rusko zavezništvo. Njegov sin Nikolaj II. je položil temeljni kamen oktobra 1896. Slog mostu odraža slog Grand Palais, do katere vodi in stoji na desnem bregu.
Konstrukcija mostu je čudež inženiringa iz 19. stoletja, sestavljena iz 6 metrov visokega jeklenega loka z enim razponom. Zasnova, ki sta jo pripravila arhitekta Joseph Cassien-Bernard in Gaston Cousin, je bila omejena s potrebo po tem, da most ne bi zakrival pogleda na Elizejske poljane ali Les Invalides.
Most sta zgradila inženirja Jean Résal in Amédée Alby. Odprli so ga leta 1900 za svetovno razstavo (Exposition Universelle), prav tako kot bližnji Grand Palais in Petit Palais.

## Kiparski okras
Številni kiparji so poskrbeli za skulpture, ki so vidno prikazane na mostu.

### Fama
Štirje pozlačeni bronasti kipi Fame bdijo nad mostom, podprti na masivnih 17 m zidanih podstavkih, ki zagotavljajo stabilizacijsko protiutež za lok, ne da bi posegali v monumentalne poglede. Podstavke kronajo Fame, ki zadržujejo Pegaza.
- Na desnem bregu: Renommée des Sciences (Fama znanosti) in Renommée des Arts (Fama umetnosti), obe Emmanuela Frémieta. Na njihovih temeljih sta La France Contemporaine (Sodobna Francija) Gustava Michela in France de Charlemagne (Francija Karla Velikega) Alfreda Lenoirja. Levje skupine je avtor Georges Gardet.
- Na levem bregu: Renommée du Commerce (Fama trgovine) Pierra Graneta in Renommée de l'Industrie (Fama industrije) Clémenta Steinerja. Na njihovih temeljih sta France de la Renaissance (Francija renesanse) Julesa Coutana in La France de Louis XIV. (Francija Ludvika XIV) Laurenta Marquesta. Levje skupine je avtor Jules Dalou.

### Nimfe
Reliefi nimf so v središču lokov nad Seno, spomenikov francosko-ruskemu zavezništvu. Nimfe Sene imajo relief grba Pariza in so obrnjene proti Nimfam Neve z grbi carske Rusije. Obe sta izdelani v kovanem bakru, delo Georgesa Récipona.
V istem političnem duhu je bil kot spomenik francosko-ruskemu zavezništvu zasnovan most sv. Trojice v Sankt Peterburgu. Zasnoval ga je Gustave Eiffel, prvi kamen pa je avgusta 1897 položil francoski predsednik Félix Faure.

## V popularni kulturi

### Filmi in video
- V filmu Anastasia iz leta 1956.
- Prvi glasbeni videoposnetek skupine Moody Blues za pesem Nights in White Satin je bil posnet dvakrat z dvema prizoroma na sredini in na koncu pesmi leta 1967.
- V filmu Francoske razglednice iz leta 1979 se zadnji romantični prizor odvija na mostu.
- V filmu o Jamesu Bondu iz leta 1985 A View to a Kill se Bond z ugrabljenim taksijem ustavi na mostu. Nekaj trenutkov kasneje Bond skoči z mostu na čoln.
- V animiranem filmu Anastazija iz leta 1997 Rasputin poškoduje most, da bi ubil Anastazijo, ki je bila v resničnem življenju vnukinja Aleksandra III. Ruskega. Ironično je, da se njegov propad in dokončna smrt zgodita na istem mostu.
- V filmu Ronin iz leta 1998 vohunska ekipa sreča nekaj trgovcev z orožjem pod mostom na desnem bregu.
- V filmu A Very Long Engagement iz leta 2004 lik Marion Cotillard pod mostom ubije lik, ki ga igra François Levantal.
- V filmu Angel-A iz leta 2005 je to most Pont Alexandre III, s katerega Angela in André skočita v Seno.
- V videospotu leta 2006 za uspešnico Mariah Carey Say Somethin s Pharrellom in Snoop Doggom.
- V epizodi Cold Stones v Sopranovih iz leta 2006 se Carmela Soprano in njena prijateljica Rosalie Aprile začudeno sprehajata po mostu.
- V filmu Midnight in Paris iz leta 2011 je most upodobljen v več prizorih, vključno z zadnjim.
- Adelin videospot za pesem Someone Like You je bil posnet na mostu leta 2011.
- V filmu Me Before You iz leta 2016 je bil zadnji kader posnet blizu severovzhodnega vogala mostu.
- V bollywoodskem filmu Befikre iz leta 2016 je bila pesem Nashe si Chadh Gayi posneta na bregu reke ob mostu.
- Film iz leta 2018 Fantastic Beasts: The Crimes of Grindelwald prikazuje sekvenco z glavnim junakom Newtom Scamanderjem, ki na mostu ujame pobeglo čarobno bitje, znano kot Zouwu.
- V Netflixovi izvirni televizijski seriji Emily v Parizu iz leta 2020 Savoir, francosko marketinško podjetje, kjer dela Emily, s svojo stranko, Maison Lavaux, posname oglas za parfum.
- Jung Jaehyun (NCT) je snemal videospot za svojo priredbo pesmi iz leta 2017 I Like Me Better skupine Lauv.

### Glasba
V broadwayskem muzikalu Anastasia iz leta 2017, ki temelji na filmu iz leta 1997, je most viden v drugi polovici muzikala in v zaključnem prizoru.

### Šport
Junija 2017, ko se je Pariz z Los Angelesom potegoval za gostitelja olimpijskih iger leta 2024, je Pariz nekatere svoje svetovno znane znamenitosti spremenil v športna prizorišča in namestil skakalnico na most Aleksandra III..

## Galerija
- Pogled na križišče ulic na mostu
- Pont Alexandre III, Paris, France
- Olimpijski dnevi Pariz junij 2017 - ploščad za skoke v vodo na Pont Alexandre III